# Dášeňka čili život štěněte
Dášeňka čili život štěněte je kniha pro děti z roku 1933, kterou napsal, ilustroval a fotografiemi doprovodil Karel Čapek. Vypráví o narození a růstu štěňátka – foxteriéra Dášeňky, obsahuje také psí pohádky a bajky.

## Děj
Dášeňka čili život štěněte je klasická knížka nejen pro malé čtenáře o malém nezbedném štěněti. Dášeňka je drsnosrstý foxteriér a „trápí“ nejen svou maminku Iris, nýbrž i svého páníčka Karla Čapka. Spisovatel je i autorem obrázků a fotografií.
Nejprve se dozvíme, jak Dášeňka roste, jaké jsou její první krůčky a jak objevuje svět – především svými zoubky. V dalších kapitolách si potom přečteme, jak je složité vyfotit malou psí slečnu, která neposedí. Autor však vymyslel a i čtenáři nabídl několik pohádek pro malé pejsky.

## Zajímavosti

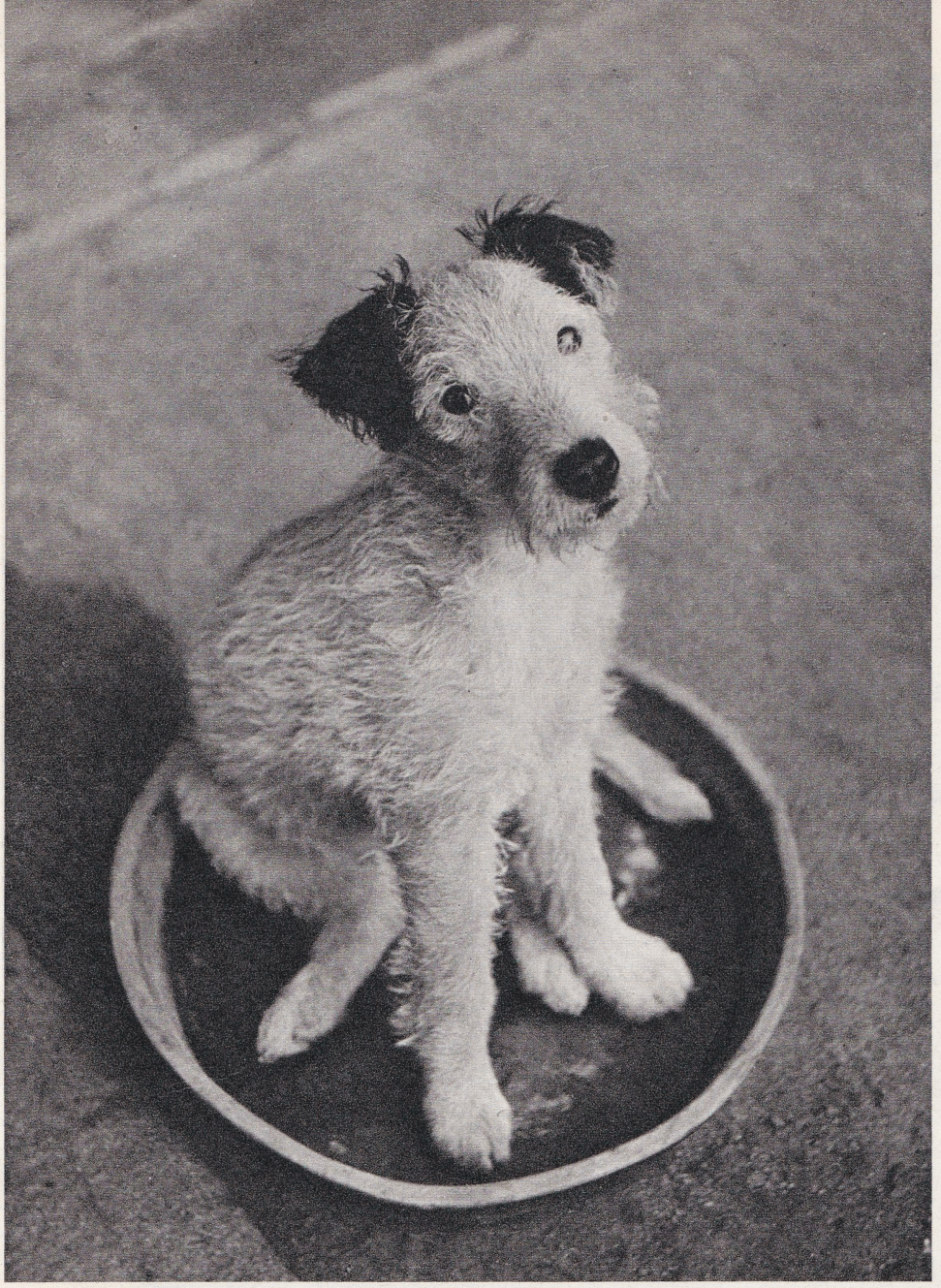
Dášeňka na talíři.

Tato úspěšná knížka byla i několikrát zpracována jako mluvené slovo. Příběh převyprávěl například Karel Höger, Josef Somr, Jiří Šrámek nebo Petr Štěpánek.
Ani „Dášeňka“ neunikla pozornosti filmařů. V roce 1979 vznikl stejnojmenný krátkometrážní animovaný seriál Břetislava Pojara, kdy skutečný život malého štěněte je protkán psími pohádkami. Příběh psí slečny byl rozdělen do sedmi osmiminutových dílů (Jak se narodila, Jak uviděla svět, Jak rostla, Co měla na práci, Mnoho vody uplynulo, Jak sportovala, Jak šla do služby) a role vypravěče byla svěřena Martinu Růžkovi.